# Natolin (métro de Varsovie)
Pour les articles homonymes, voir Natolin (homonymie).
Natolin est une station de la ligne 1 du métro de Varsovie, dans l'arrondissement d'Ursynów. Inaugurée le 7 avril 1995, la station dessert Aleja Komisji Edukacji Narodowej (pl) (avenue de la Commission de l'Éducation nationale) et ulica Belgradzka (rue de Belgrade).

## Description
La station de plain-pied est d'une largeur de 10 m pour 120 m de longueur. La station comporte deux nefs avec une rangée de colonnes au milieu de la plate-forme. Les couleurs principales de cette station sont le bleu et le jaune. À la surface se trouvent des escaliers ainsi que des ascenseurs pour les personnes en situation de handicap, elle dispose également de points de vente de tickets, de toilettes ainsi que de guichets automatiques bancaires.
Cette station est la deuxième de la ligne 1 du métro de Varsovie dans le sens sud-nord, suivie alors de la station Imielin, et est l'avant-dernière dans le sens nord-sud, suivie de la station Kabaty.

## Position sur la ligne 1 du métro de Varsovie

Position de la station Natolin sur la ligne 1.